# Деспотат Ангелокастрон и Лепанто
Деспотат Ангелокастрон и Лепанто (1358—1374;1401—1407) — деспотат в Эпире, управлявшийся албанскими племенными вождями. Его центрами были крепости Ангелокастрон и Лепанто.

## История
Возник после поражения Никифора II Орсини в 1358 году и прекратил существование в 1374, когда деспот Гин Буа Шпата объединил территорию с соседним деспотатом Арты. В делопроизводстве и богослужении деспотата употреблялся греческий язык.
Во время междоусобной войны в Артском деспотате в 1400—1401 гг., свергнутый с престола Арты Сгурос Буа Шпата вновь создал в Ангелокастроне и Лепатно независимое владение в 1401 году. Однако деспотату начал угрожать граф Кефалии и Закинфа Карло I Токко. Сгур был осажден в своей столице Ангелокастроне. И хотя силы Карло Токко были отбиты, но и Сгур Шапата умер от полученных ран в 1403 году. Новый правитель Ангелокастрона и Лепанто Паул Буа Шпата, чтобы защититься от Карло I Токко стал вассалом Османской империи, которым от сдал Ангелокастрон в 1406 году, став управлять Лепанто. Однако он продал этот регион Венеции в 1407 или в 1408 году.

## Деспоты
| Имя на русском   | Имя на албанском          | Годы правления | Примечания |
| ---------------- | ------------------------- | -------------- | --- |
| Гин II Буа Шпата | Gjin Bua Shpata           | 1359—1374      | После смерти своего родственника, Петера Лоши Гин Буа Шпата вскоре получил престол Арты и присоединил к ней свои владения. |
| Сгурос Буа Шпата | Sgouros (Zgur) Bua Shpata | 1401—1403      | |
| Паул Буа Шпата   | Paul Bua Shpata           | 1403—1407/1408 | В 1406 году Паул Буа Шпата сдал туркам-османам Ангелокастрон, а в 1407 или 1408 году продал Лепанто Венеции.               |